# Чосонский белый фарфор

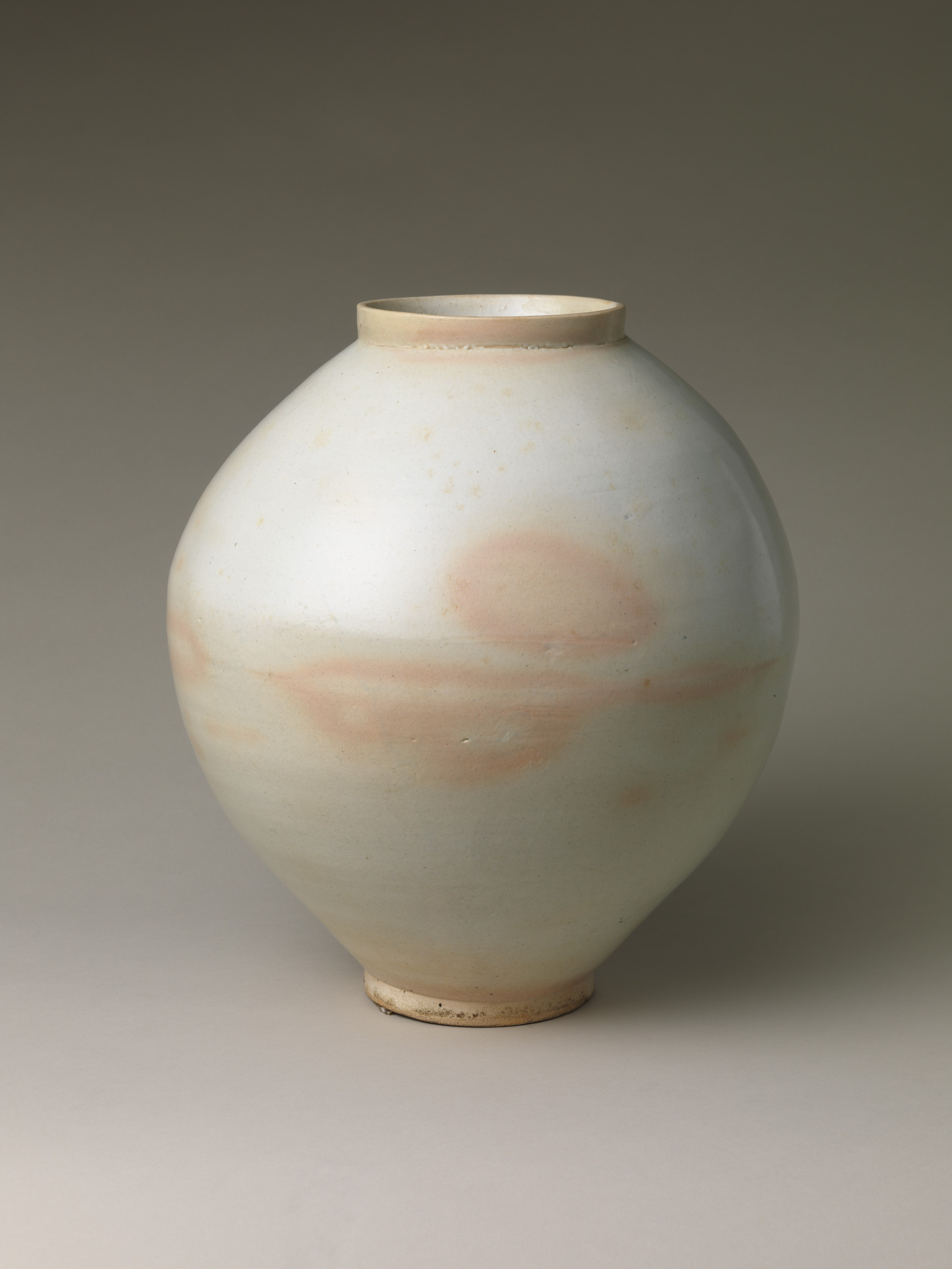
Лунная чаша, вторая половина XVIII века.

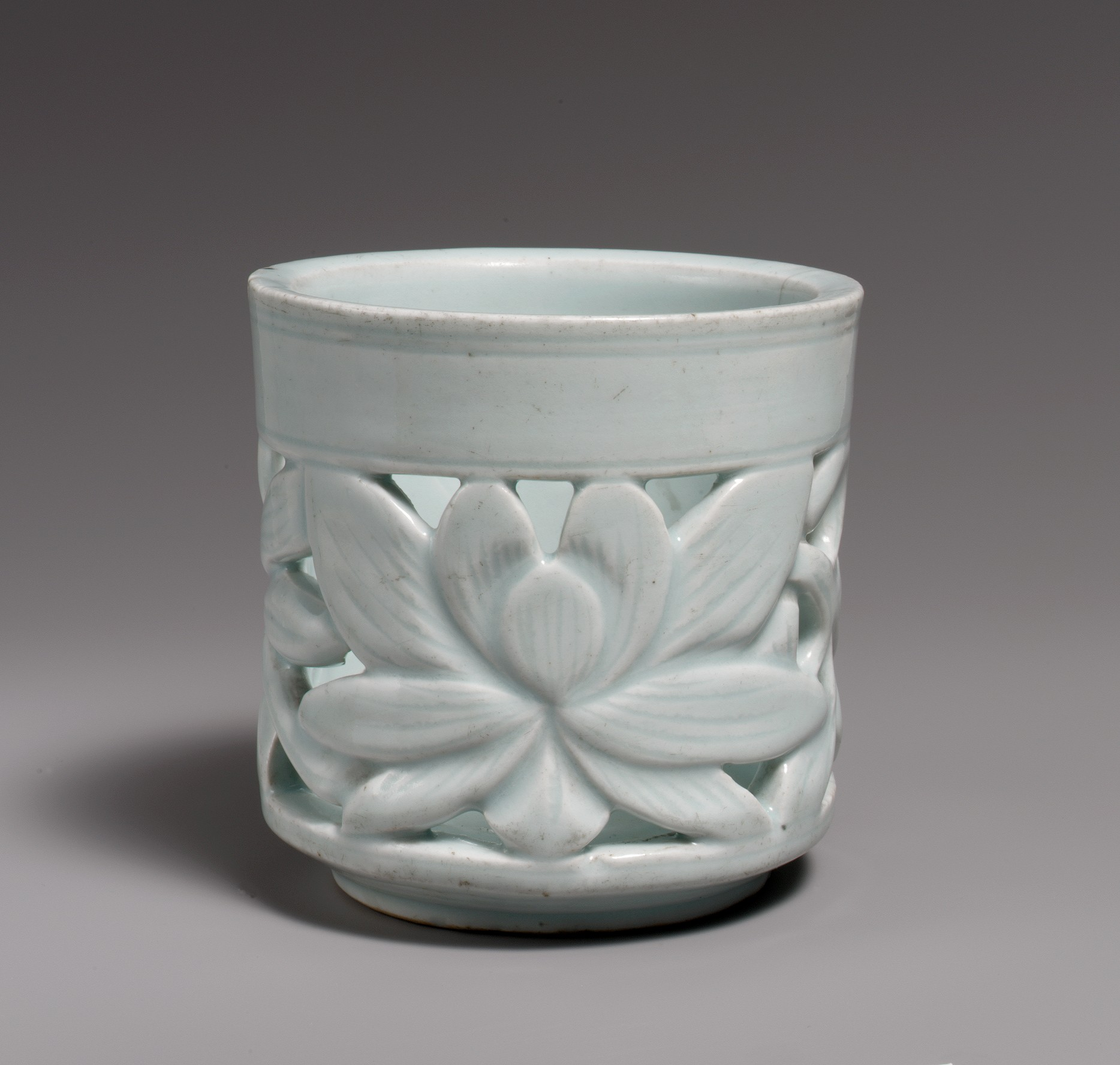
Сосуд для хранения кистей, середина XIX века.

Чосонский белый фарфор кор. 조선백자?, 朝鮮白磁? или пэкча — вид традиционного корейского фарфора, производившийся в эпоху Чосон (1392—1910).
Традиционными формами керамики в Корее были селадон и развившийся на его базе пунчхон; изделия в этих техниках имели характерный серо-зелёный цвет благодаря глазури. К началу XVII века после вторжения японских войск в 1592—1598 годах традиционная керамика практически исчезла из Кореи, на её смену пришёл белый фарфор. Отчасти, это связано с тем, что к со времени японского нашествия в страну перестали ввозить кобальт из Китая.
В отличие от пунчхона, производство фарфора во эпоху Чосон стало централизованным. Ряд мастерских в Пунвоне кор. 분원?, 分院?, обслуживал королевский двор и управлялся им напрямую уже с середины XV века. Пунвон продолжал быть оставаться производственным центром фарфора вплоть до второй половины XIX века, когда его приватизировали, однако ещё к XVI веку спрос на фарфор рос и перешёл за пределы Чосонской знати и столицы. Количество мастерских и печей для обжига фарфора в регионах росло. Постепенно печи для пунчхона перевели на производство фарфора. Белый фарфор использовался как в бытовых целях, так и для религиозных или ритуальных церемоний, например, особые чаши для плаценты, в которые клали плаценту новорождённого ребёнка королевской семьи, после чашу закапывали.
Белый фарфор почитался более других видов и стал символом корейского конфуцианства и его принципов — бережливости и прагматизма. Сам по себе белый цвет в конфуцианстве символизировал чистоту, смирение, простоту и цельность. Чосонский белый фарфор характеризуется красотой и простотой форм, малым количеством декоративных элементов и тонким использованием цвета. Среди техник корейского белого фарфора выделяется лунная керамика, названная так благодаря появлению при обжиге различных близких к белому оттенков, что напоминает поверхность луны.
Сырьё для изготовления белого фарфора включало в себя каолин (тип белой глины) и так называемый китайский камень. Отсутствие кобальта всё же не помешало мастерским производить изделия с рисунками — развивалось и производство бело-голубой керамики, и изделий с коричневыми узорами с добавлением железа. Белые фарфоровые изделия обжигались с температурой более 1300 градусов по Цельсию внутри печи, тогда как селадон — при 1200 градусах. Белый фарфор обладал большей прочностью и долговечностью чем селадон. Над росписью фарфора для королевского двора трудились художники из академии живописи Тохвасо.
Ряд керамических изделий из белого фарфора внесён в реестр Национальных сокровищ Кореи.

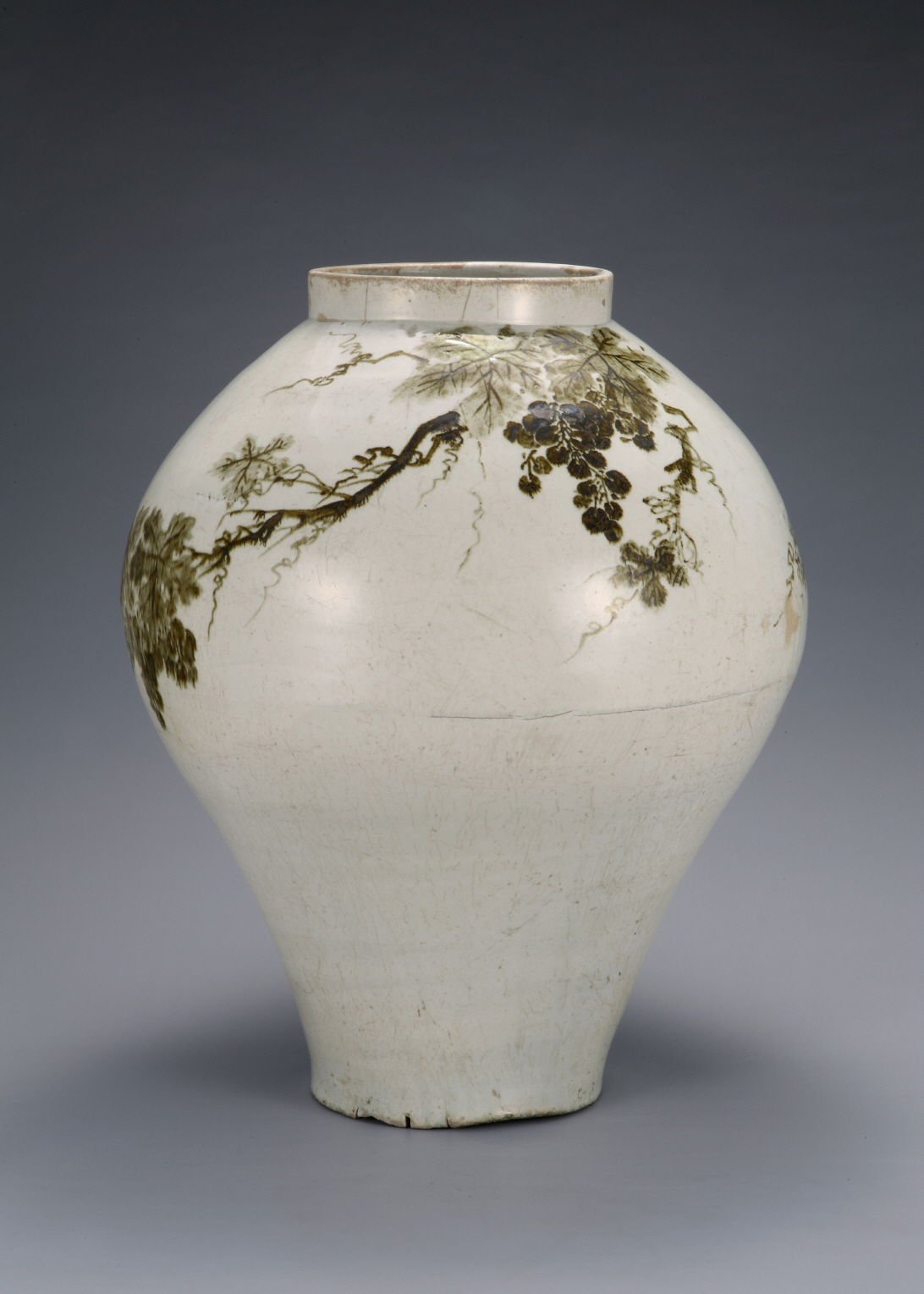
Чаша с рисунком зелёного цвета, изображающим растения (Национальное сокровище №107)
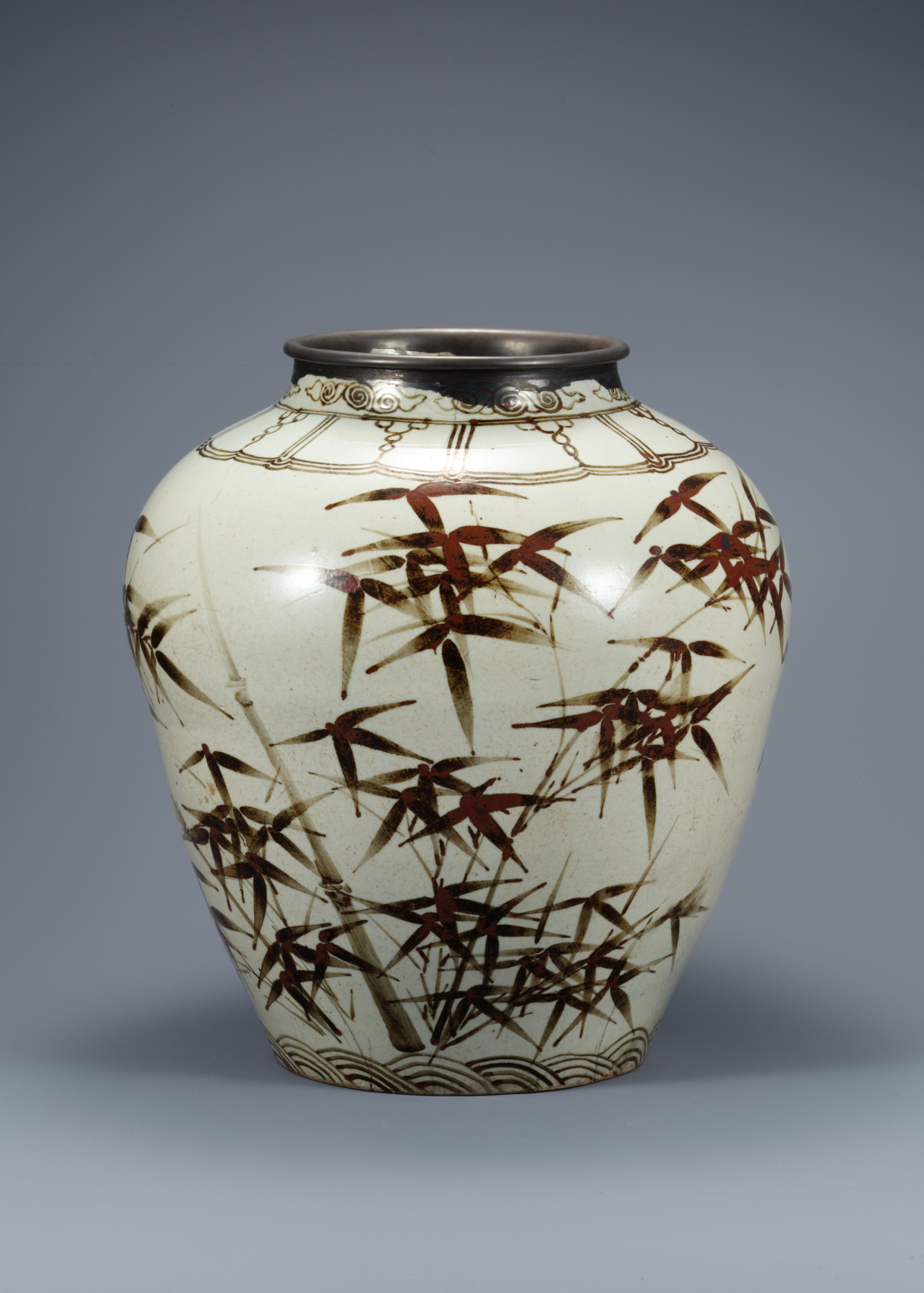
Чаша с изображением бамбука (Национальное сокровище №166)
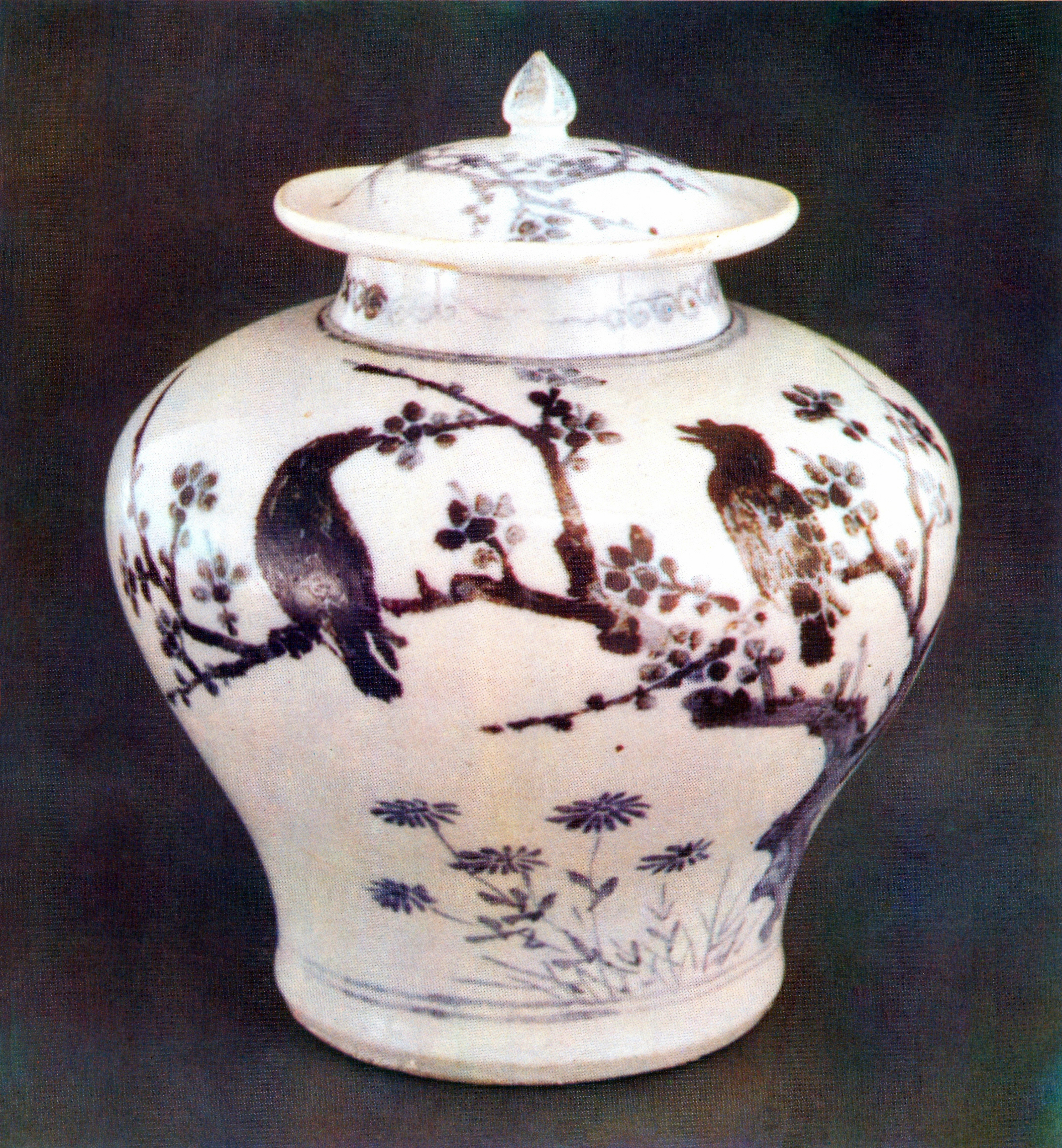
Чаша с изображением цветов сливы, птиц и бамбука (Национальное сокровище №170)
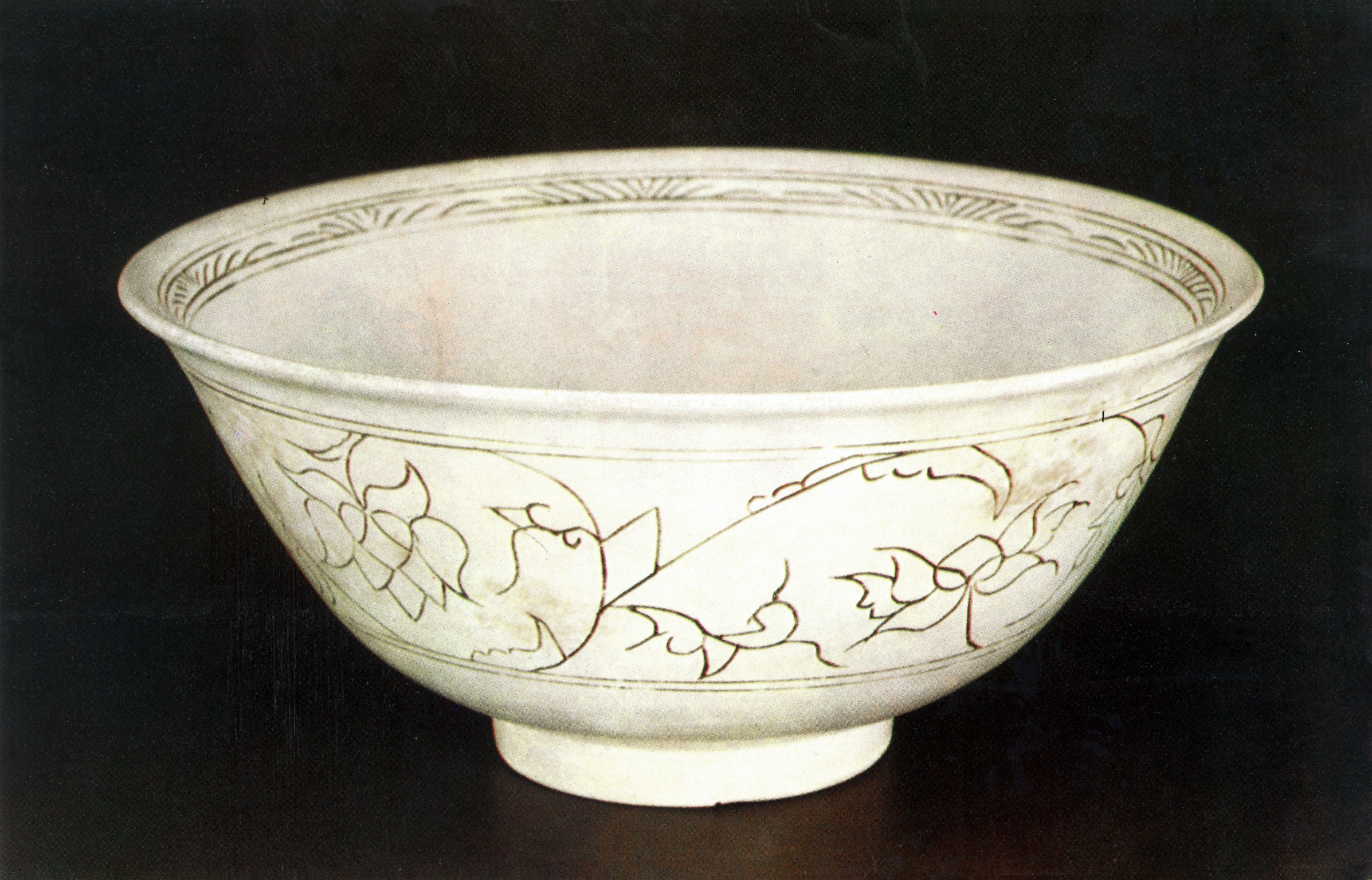
Миска с изображением лотоса (Национальное сокровище №175)
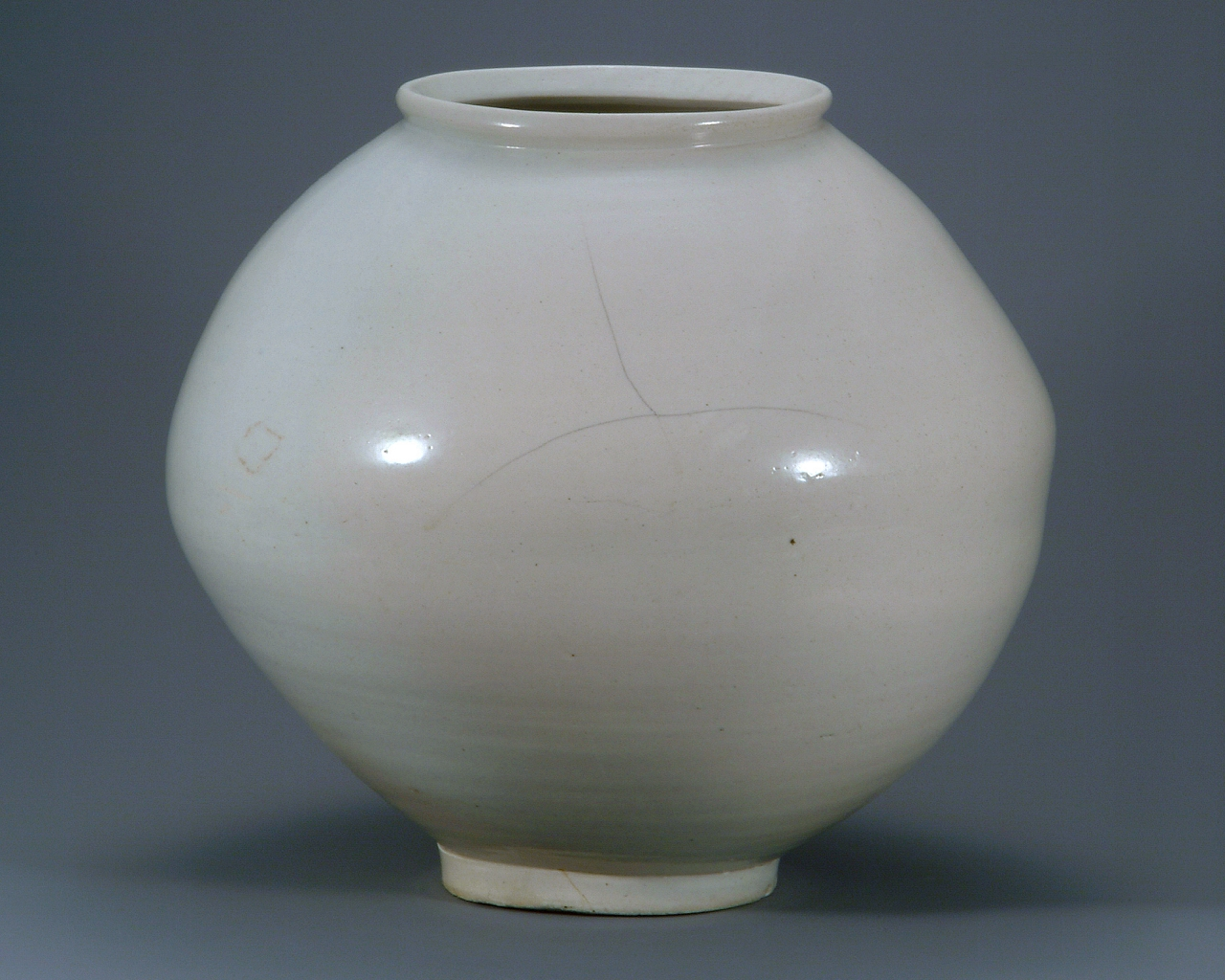
Лунная чаша (Национальное сокровище №310)